# 正義派
「正義派」（せいぎは）は、志賀直哉による日本の短編小説。3人の線路工夫が運転手と5歳の女児の事故を目撃したことを発端に、彼らの行動を中心に衝動的な行動による代償と対立する正義について考えさせる物語。

## あらすじ
ある夕方、電車が永代付近で母親に連れられた五つばかりの女の児を轢き殺した。その場にいた3人の線路工夫は事故の真相へ疑いを示し、避けらない事故であったとする運転手・監督と対立する。しかし線路工夫たちは一過性の熱に浮かされて行動しただけにすぎず、事故発生から時間が経つにつれてその熱が褪めて行く不快を感じるようになる。途中に1人の線路工夫に逃げられてしまい、残りの2人は俥で遊廓へと向かっていく。

## 登場人物
二十一、二の母親
湯の帰り、五つばかりの女の児を連れて歩く
五つばかりの女の児
湯の帰り事故に遭う
運転手
ブレーキを踏むが間に合わず女の児を轢き殺してしまう。
年かさの男
事件を目撃した、3人の線路工夫の1人。彼を筆頭に3人は証人として警察に名乗り出る。
瘤ありの若者、瘤のある男でない若者
年かさの男とともに事件を目撃した線路工夫たち。